# Cellule dendritique

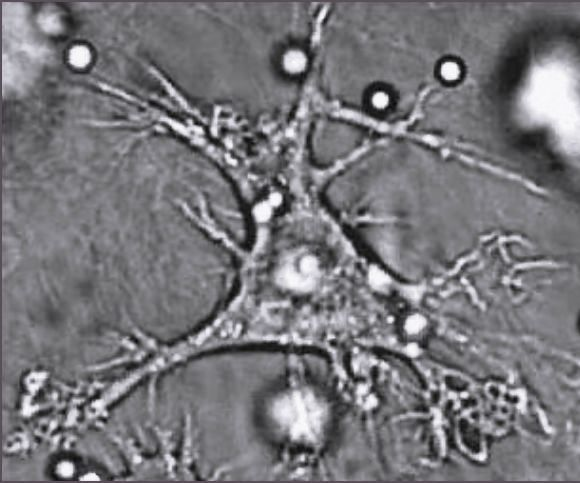
Représentation d'une cellule dendritique

Les cellules dendritiques sont des cellules du système immunitaire présentes au niveau des muqueuses, et qui sont donc parmi les premières cellules exposées à l'environnement extérieur. Elles sont présentes dans l'épiderme (où elles sont appelées cellules de Langerhans), dans les poumons, et dans l'intestin. Les cellules dendritiques sont dérivées de cellules souches hématopoïétiques pluripotentes de la moelle osseuse.
Elles résident dans les tissus à l’état immature, et ont une morphologie très variée, qui présentent dans certaines conditions, comme leur nom l'indique, des dendrites (des prolongements cytoplasmiques).
Les cellules dendritiques jouent un rôle essentiel dans la présentation antigénique et l'activation de l'immunité adaptative.
Elles font partie des cellules présentatrices d'antigènes.
Les cellules dendritiques ont deux fonctions principales :
- Elles sont les seules cellules à présenter l'antigène aux lymphocytes T dans le tissu lymphoïde secondaire déclenchant la réponse immunitaire adaptative, dont les acteurs principaux sont les lymphocytes T et les lymphocytes B;
- Les cellules dendritiques sont également impliquées dans d'autres fonctions immunitaires importantes, telles que la tolérance immunitaire en maintenant l'homéostasie immunitaire à l'état d'équilibre en présentant continuellement des auto-antigènes dérivés des tissus aux lymphocytes T CD4+ et CD8+, conduisant ainsi à une tolérance à l'égard de ces auto-antigènes.

## Historique
Le premier rapport connu sur les cellules dendritiques a été réalisé en 1868 par un étudiant en médecine allemand, Paul Langerhans . Il a découvert différents ensembles de cellules dans l'épiderme ayant une apparence dendritique et les a interprétées à tort comme étant des cellules du système nerveux, car les neurones étaient les seules cellules connues à l'époque à avoir une telle apparence.
En 1973, deux scientifiques canadiens, Ralph Steinman et Zanvil Cohn, découvrent une cellule immunitaire dans la rate et les ganglions lymphatiques périphériques d'une souris avec une apparence morphologique « étoilée » unique : ils baptisent cette cellule « cellule dendritique » en raison de sa myriade de filopodes. saillies qui s'étendaient du corps cellulaire. En 1973, Steinman et Cohn signalent également que les cellules dendritiques expriment des niveaux élevés de molécules du complexe majeur d'histocompatibilité, connues pour être le principal mécanisme de présentation de l'antigène. 
En 1978, le rôle des cellules dendritiques en tant que cellule présentatrice d'antigène est confirmé à l'aide du test de réaction des lymphocytes mixtes  avec les lymphocytes T. Le test de réaction des lymphocytes mixtes  est une expérience qui détermine la capacité de stimulation primaire des cellules dendritiques à présenter l'antigène à l'aide du complexe majeur d'histocompatibilité de classe II et sa capacité à activer les lymphocytes T naïfs, qui reconnaissent l'antigène spécifique présent .
En 2011, Ralph Steinman obtient le prix Nobel de médecine pour ses travaux sur les cellules dendritiques du système immunitaire et leur capacité à activer et réguler l'immunité adaptative.

## Ontogenèse

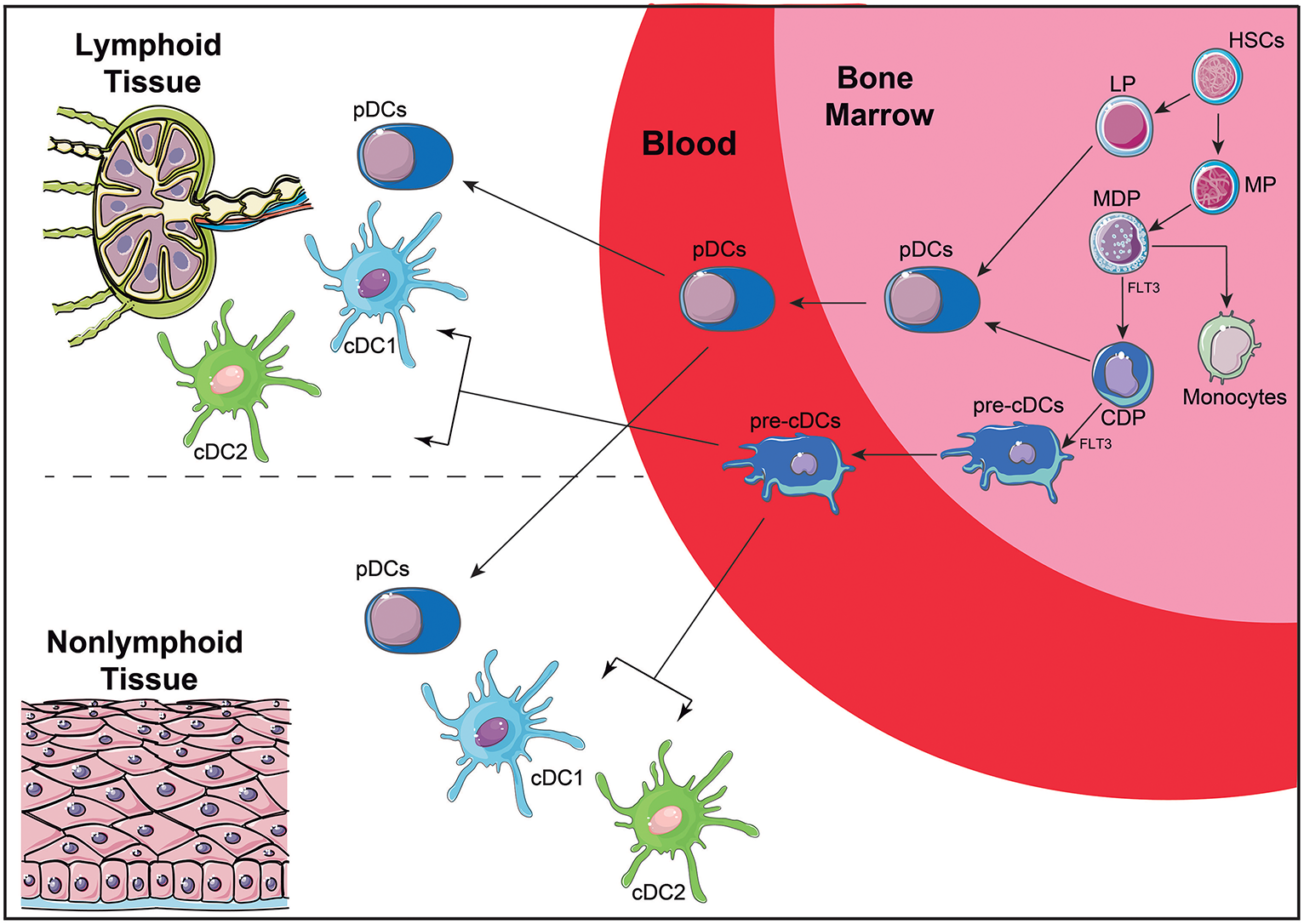
Schéma simplifié de l'ontogenèse des cellules dendritiques Les cellules dendritiques proviennent de cellule souche hématopoïétique (HSC) qui donnent naissance aux précurseurs myéloïdes (MP) et aux précurseurs lymphoïdes (LP). Les précurseurs myéloïdes sont ensuite différenciées en précurseurs des macrophages-cellules dendritiques (MDP) qui peuvent se différencier en cellules dendritiques conventionnelles (CDP) et en monocytes. Les précurseurs lymphoïdes peut également donner naissance à des cellules dendritiques plasmocytoïdes, bien que cette voie internalisée ne soit pas complètement élucidée. Une fois dans le sang, les cellules dendritiques conventionnelles donnent naissance à deux des principaux sous-types de cellules dendritiques : cellules dendritiques de type 1 et cellules dendritiques de type 2. Les cellules dendritiques conventionnelles et les cellules dendritiques plasmocytoïdesC peuvent migrer du sang vers les tissus lymphoïdes et non lymphoïdes.

Les cellules dendritiques proviennent d'un précurseur hématopoïétique CD34+ qui donne naissance à des précurseurs myéloïdes et lymphoïdes. Les précurseurs myéloïdes se différencient en précurseurs de monocytes, de macrophages et de cellules dendritiques, qui donneront naissance aux monocytes et aux précurseurs communs des cellules dendritiques. Le précurseurs communs des cellules dendritiques peut se différencier en cellules dendritiques plasmacytoïdes ou en cellules dendritiques préconventionnelles. Les cellules dendritiques préconventionnelles  sont les progéniteurs des deux principales sous-populations de cellules dendritiques nommées cellules dendritiques de type 1 et cellules dendritiques de type 2 .
Le séquençage de l'ARN permet une meilleure compréhension de l'ontogenèse des cellules dendritiques  et l'identification des précurseurs du sous-ensemble des cellules dendritiques dans le sang périphérique , démontrant que l'engagement avec un sous-ensemble de cellules dendritiques  peut être un événement précoce chez les humains .
Les cellules dendritiques peuvent être divisées en cellule dendritique résidant dans le tissu lymphoïde et en cellule dendritique migratrice dans les autres tissus . Les deux sont des populations cellulaires hétérogènes avec différents sous-ensembles qui peuvent être distingués par des marqueurs phénotypiques et un profil génétique. La première identification de différents sous-ensembles de cellules dendritiques  est née de l'observation selon laquelle l'expression de CD8 se produisait sur certaines cellules dendritiques spléniques et thymiques résidant chez la souris, mais pas toutes . L’identification des sous-populations de cellules dendritiques est difficiles chez les humains humaines, où la plupart des études ont été réalisées uniquement sur le sang périphérique ou la peau, malgré les données récentes caractérisant des sous-populations cellules dendritiques dans le poumon  et de l’intestin .

## Différents sous-types de cellules dendritiques

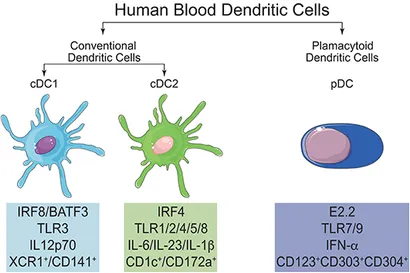
Les différents types de cellules dendritiques Dans le sang humain, il est possible de trouver deux populations principales de cellules dendritiques, les cellules dendritiques conventionnelles (cDC) et cellules dendritiques plasmacytoïdes (pDC). Les cellules dendritiques conventionnelles peut être subdivisé en type 1 et type 2. Les trois sous-types de cellules dendritiques peuvent être différenciés par leurs facteurs de transcription et des protéines membranaires spécifiques.

### Cellules dendritiques conventionnelles
Les cellules dendritiques peuvent être divisées en deux sous-ensembles principaux, basés sur l'expression des molécules de surface suivantes. Ceux-ci incluent CD8α+ et CD103+ ou CD11b. De plus, les deux sous-ensembles peuvent être trouvés à la fois dans les tissus lymphoïdes, tels que la rate, les ganglions lymphatiques et la moelle osseuse, et dans la plupart des tissus non lymphoïdes .
- Les cellules dendritiques migratoires correspondent au modèle classique des cellules dendritiques. Elles résident à l’état basal en périphérie. À la suite de la phagocytose d’une particule antigénique et/ou à la réception de signaux de danger, elles migrent vers les ganglions lymphoïdes secondaires via les vaisseaux lymphatiques. Elles arrivent à maturité dans les organes lymphoïdes où elles présentent l’antigène aux lymphocytes T naïfs. C'est le cas par exemple des cellules de Langerhans et des cellules dendritiques des muqueuses.
- Les cellules dendritiques résidentes des organes lymphoïdes (où elles se trouvent normalement à l’état immature) collectent et présentent les antigènes du soi ou étrangers au sein même des organes lymphoïdes. Il s'agit par exemple de la plupart des cellules dendritiques du thymus, de la rate, etc.

#### Cellule dendritique de type 1
La sous-population humaine de type 1 est présente dans le sang et dans les tissus lymphoïdes et non lymphoïdes . Cette sous-population est caractérisée par l'expression de CD141, du récepteur de chimiokine XCR1, du récepteur de lectine de type C CLEC9A, du récepteur d'adhésion cellulaire CADM1 ,. Les principaux facteurs de transcription qui se sont révélés essentiels à la génération de  cellule dendritique de type 1 sont le facteur de transcription basic leucine zipper transcription factor (BATF3)   et le facteur régulateur de l'interfèron 8 (IRF8)  .

### Cellules dendritiques non conventionnelles

#### Cellules dendritiques plasmacytoïdes
Ce sont des cellules circulantes, rondes et sans dendrites à l’état basal, mais qui se développent en cellules dendritiques conventionnelles après activation. Elles sont donc capables de présenter l’antigène. Elles sont appelées « précurseurs plasmacytoïdes de cellules dendritiques » lorsqu’elles sont à l’état immature. Après stimulation par un antigène viral en général, elles produisent une grande quantité d'interférons de classe I. Ces cellules sont essentiellement impliquées dans la réponse anti-virale et dans les désordres auto-immuns.

#### Cellules dendritiques dérivées des monocytes ou cellules dendritiques inflammatoires
Ce sont des cellules recrutées dans les tissus à la suite d'une inflammation ou d'une infection. Elles ne sont pas présentes à l’état de repos. Elles seraient principalement issues de la différenciation des monocytes du sang.

## Activation des cellules dendritiques

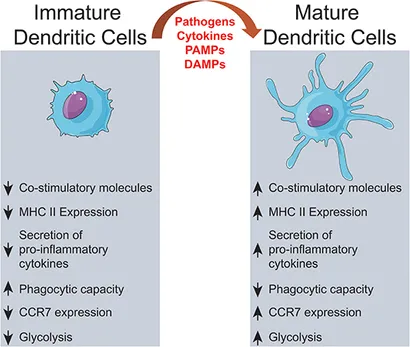
Activation des cellules dendritiques L'activation de la cellule dendritique se traduit par une diminution des cas capacités phagocytaires et une expression intense de complexe majeur d’histocompatibilité de classe II

Les cellules dendritiques jouent un rôle important dans l’initiation des réponses immunes adaptatives et dans l’induction de la tolérance périphérique. Elles possèdent deux propriétés essentielles :
- capture de l’antigène et présentation aux lymphocytes T naïfs ;
- intégration des signaux de la périphérie permettant l’orientation des lymphocytes T vers un  état de différenciation Th1, Th2, T régulateur, etc.

### Signaux inducteurs de la maturation et capture de l'antigène
En périphérie, les cellules dendritiques immatures détectent la présence de signaux inflammatoires et de motifs moléculaires associés aux pathogènes. Cette reconnaissance se fait par des récepteurs particuliers qui sont les récepteurs de reconnaissance de motifs moléculaires comme les récepteurs de type Toll. La réception de ces signaux constituant des signaux de maturation, provoque une augmentation transitoire de l’activité phagocytaire : l'antigène est alors internalisé (phagocytose, macropinocytose) et dégradé afin d'être présenté sous forme de peptides sur le complexe majeur d'histocompatibilité (CMH). Les différentes sous-populations de cellules dendritiques ne portent pas les mêmes récepteurs, ce qui leur permet de réagir à certains types de signaux.

### Maturation des cellules dendritiques
À la suite de la capture de l'antigène, les cellules dendritiques subissent un processus de maturation caractérisé par :
- un changement de morphologie dû à la réorganisation du cytosquelette et permettant la motilité de la cellule ainsi qu'une interaction accrue avec les lymphocytes ;
- une perte de la capacité à phagocyter (baisse du niveau d’expression de molécules impliquées dans ce processus) ;
- l’augmentation de la capacité à présenter efficacement l'antigène (augmentation de l'expression du CMH et des molécules de costimulation telles que CD80, CD86, CD40 ; sécrétion de cytokines) ;
- l’acquisition de capacités migratoires, liées à la modification de l'expression en surface des récepteurs des chimiokines, notamment  du récepteur CCR7 qui entraine la migration par chimiotactisme vers les organes lymphoïdes secondaires.

## Activation des lymphocytes T naïfs

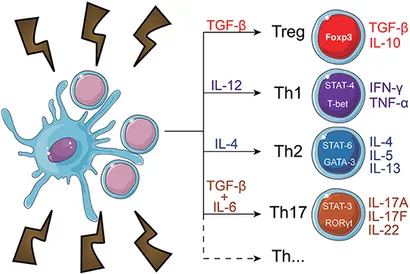
Spécialisation des cellules T CD4+ sous l'effet des cellules dendritiques Lorsqu’ils sont en contact avec des cellules dendritiques présentant un peptide (viral, bactérien) par leur CMH de classe II, les lymphocytes T CD4+ naïfs peuvent se différencier en un certain nombre de sous-types. Parmi eux, se trouvent les sous-ensembles de cellules T régulatrices et T auxiliaires (Th pour Thelper), qui comprennent les cellules Th1, Th2 et Th17. Chaque sous-type exprime différents facteurs de transcription, qui régulent la fonction et le modèle de sécrétion de cytokines des cellules. La décision relative au devenir des lymphocytes T est un phénomène complexe qui dépend fortement de l’interaction des cellules dendritiques avec les lymphocytes T CD4+ et les cytokines présentes dans le microenvironnement.

Les cellules dendritiques à maturité activent les lymphocytes T CD4+ naïfs par trois signaux simultanés :
- les molécules du CMH chargées en peptide antigénique engagent le récepteur des cellules T des lymphocytes T naïfs conventionnels, ce qui déclenche une signalisation intracellulaire ;
- il y a transmission d’un signal de costimulation (ou signal de danger) ;
- la sécrétion de cytokines.

Les trois signaux sont nécessaires à la pleine activation des lymphocytes.

### Polarisation de la réponse immune
En fonction des signaux captés en périphérie, les cellules dendritiques peuvent sécréter différentes cytokines qui orienteront les lymphocytes T CD4+ vers un profil de différenciation spécifique :
- réponse Th1 : en réponse à la sécrétion d'interleukine 12 par les cellules dendritiques, les cellules T CD4+ naïves se différencient en cellules Th1 productrices d'IFN-γ. Ces cellules assurent plusieurs fonctions associées à la toxicité et aux réactions inflammatoires locales. Ceci explique leur importance pour combattre les pathogènes intracellulaires tels que les virus, les bactéries et les parasites ;
- réponse Th2 : la réponse Th2 ou réponse à médiation humorale repose principalement sur l'activité effectrice des anticorps, sécrétés par des plasmocytes. Les lymphocytes Th2 coopèrent avec les lymphocytes B et favorisent leur différenciation en plasmocytes, la maturation d'affinité des immunoglobulines et la commutation de classe. La différenciation Th2 des lymphocytes T apparait d’abord comme une réponse par défaut. En effet, l’initiation de cette différenciation pourrait reposer essentiellement sur l’absence de cytokines de la famille des interleukine 12. Les cellules de types NKT sont capables de produire des quantités importantes d’interleukine 4 indispensable à cette différenciation. Les lymphocytes produisent également, au cours de cette différenciation Th2, de l’ interleukine 13, interleukine 5 et d'interleukine 10 ;
- réponse Treg : c’est une réponse régulatrice au cours de laquelle les lymphocytes T CD4+ naïfs se différencient en T régulateurs spécifique d’un antigène et développent une activité inhibitrice de la réponse à cet antigène. L’orientation vers un phénotype régulateur est provoquée par la sécrétion de l’interleukine 10 et du TGF-β par la cellule dendritique. Ce type de réponse est essentiel dans le maintien de la tolérance immunitaire périphérique ;
- il existe d'autres profils de différenciation des lymphocytes T CD4+ (Lymphocyte Th17, lymphocyte Th9, etc.) également initiés par les cellules dendritiques mais qui sont encore mal caractérisés.

## Applications thérapeutiques des cellules dendritiques
Les cellules dendritiques peuvent être tolérogènes lorsqu'elles activent des lymphocytes T régulateurs.
Étant donné la position-clé des cellules dendritiques dans l'initiation des réponses immunitaires spécifiques, leur manipulation est envisageable à des fins thérapeutiques. Dans le cas des maladies auto-immunes, il s'agirait de provoquer une réponse tolérogène des cellules dendritiques aux antigènes du soi. Dans une optique d'immunothérapie du cancer, au contraire, leur stimulation ex vivo par des antigènes tumoraux permettrait d'induire une réponse immunitaire anti-tumorale.